# Bò hoang Tây Tạng
Bò hoang Tây Tạng (Danh pháp khoa học: Bos mutus; tiếng Tây Tạng: འབྲོང/drong) hay cò gọi là trâu Tạng (có lẽ vì nó thường có màu đen) là một phân loài hoang dã của loài bò Tây Tạng. Chúng sống trong môi trường hoang dã và không bị thuần hóa, trái ngược với người anh em của chúng là những con bò nhà Tây Tạng.

## Tổng quan
Với danh pháp Bos mutus (có nghĩa là "bò câm") là tên phổ biến để chỉ cho các loài hoang dã. Nhiều tác giả vẫn coi bò Tây Tạng hoang dã là một phân loài (Bos mutus mutus) và ICZN ra một quyết định chính thức vào năm 2003 cho phép sử dụng tên Bos mutus chỉ về những con bò Tây Tạng hoang dã, và điều này hiện nay là việc sử dụng phổ biến hơn để chỉ về những con bò hoang này.
Bò Tây Tạng hoang dã là loài động vật có vú to lớn thứ ba ở châu Á, đứng sau voi và tê giác. Con bò trưởng thành ước to bằng con bò rừng bizon, song do vùng núi xa xôi này là nơi bị cô lập nên bò Tây Tạng chưa bao giờ được đưa lên bàn cân chính thức. 50 năm trước, thảo nguyên Tây Tạng có dấu chân bò Tây Tạng hoang dã trên con đường mà bò rừng bizon đã từng đi qua dọc vùng cao nguyên Bắc Mỹ rộng lớn. Giống bò rừng bizon, bò Tây Tạng hoang dã đã bị giết hại.

## Đặc điểm

### Mô tả
Bò hoang Tây Tạng là loài động vật có móng guốc lớn nhất thế giới, chúng chỉ thua loài Bò tót ở chiều cao khi đứng. Những con bò trưởng thành có chiều dài cơ thể trong khoảng 2,5-3,3m; chiều cao đo ở vai khoảng 1,6-2,2m và trọng lượng cơ thể trong khoảng 305-1.000 kg. Bò cái nhỏ hơn bò đực khoảng 1/3 trọng lượng. Những con bò Tây Tạng sống hoang dã cũng to lớn hơn so với những con được thuần dưỡng. Chúng có thân hình đồ sộ, những cặp chân mạnh mẽ với móng guốc chẻ hình tròn, màu đen hoặc nâu sẫm, đôi tai nhỏ, trán rộng với một cặp sừng trơn tru màu sẫm.
Cả con đực và con cái đều có chiếc cổ khá ngắn với phần bướu nổi rõ trên vai. Điều đặc biệt nhất của loài này là bộ lông dài xù xì, dày đặc trên phần ngực, hai bên sườn và các đùi. Chính bộ lông giàu chất len này đã giúp chúng chống chọi được với thời tiết lạnh giá trên cao nguyên Tây Tạng. Bò đực hoang dã cao khoảng 2–2,2 m (tính tới vai), bò cái cao khoảng 1,6 m, còn bò thuần hóa cao khoảng 1,6–1,8 m. Cả hai giới đều có lông dài và rậm bờm xờm để giúp chúng không bị lạnh. Bò hoang có màu đen hay nâu. Bò nhà có thể có màu trắng. Cả bò đực lẫn bò cái đều có sừng. Bò Tây Tạng có thể sống tới trên 20 năm.
Bò hoang Tây Tạng có thể cân nặng tới 1.200 kg (2.520 lb) và có chiều dài đầu và thân khoảng 3–3,4 m. Chúng thường tạo thành các nhóm từ 10 tới 30 con. Môi trường sống của chúng là các vùng đất cao không cây gỗ, như đồi, núi và sơn nguyên trên độ cao khoảng từ 3.200 m (10.500 ft) tới khoảng 5.400 m (18.000 ft). Về mặt sinh lý học, bò Tây Tạng đã thích nghi tốt với độ cao lớn, có tim và phổi to hơn so với bò ở các độ cao nhỏ hơn cũng như khả năng vận chuyển oxy lớn hơn theo đường máu.
Ngược lại, bò Tây Tạng khó sống bình thường ở các độ cao nhỏ. Chúng ăn cỏ, địa y và các loài thực vật khác. Chúng được cách nhiệt bằng lớp lông trong rậm cũng như bằng lớp lông ngoài dài và bờm xờm. Bò Tây Tạng tiết ra một chất nhờn đặc biệt trong mồ hôi của chúng để giữ cho bộ lông trong bện lại và có tác dụng như một lớp cách nhiệt bổ sung. Chất tiết ra này được sử dụng trong y học dân gian Nepal. Trong quá khứ, kẻ săn đuổi và ăn thịt bò Tây Tạng chính là sói Tây Tạng (Canis lupus chanco).

### Tập tính
Bò hoag Tây Tạng là động vật sống theo đàn, đàn có thể bao gồm hàng trăm cá thể, mặt dù nhiều đàn nhỏ hơn nhiều. Trong đàn chủ yếu là con cái và con non của chúng, với một số nhỏ con đực trưởng thành. Những con đực thừa thường đơn độc, hoặc tìm thấy ở các nhóm nhỏ hơn nhiều, trung bình khoảng sáu cá thể. Mặc dù chúng có thể trở nên hung dữ khi bảo vệ con non, hoặc trong quá trình động đực, bò Tây Tạng hoang dã nói chung tránh con người, và có thể nhanh chóng chạy trốn cho khoảng cách rất xa nếu có bất kỳ tiếp cận nào. Bò Tây Tạng sống thành bầy.
Đạt lai Lạt ma thứ 14 của Tây Tạng từng miêu tả chúng là: Trước khi lâu tôi đã được nhìn thấy những đàn lớn bò hoang Tây Tạng với đôi mắt của chính mình. Nhìn thấy những con thú xinh đẹp và mạnh mẽ những loài từ thời xa xưa đã làm tổ của chúng trên cao nguyên cao và cằn cỗi của Tây Tạng không bao giờ ngừng để mê hoặc tôi. Bằng cách nào đó những sinh vật nhút nhát vẫn cứ bám vào rễ cỏ còi cọc đó là tất cả những gì tự nhiên cung cấp cho chúng. Và thật là một cảnh tuyệt vời đó là để nhìn thấy một đàn lớn của chúng rạp đàu xuống và phi nước đại hoang dã trên thảo nguyên. Trái đất rung chuyển dưới gót của chúng và một đám mây lớn bụi đánh dấu sự hiện diện của chúng.
Tại đêm chúng sẽ tự bảo vệ mình khỏi sự giá lạnh bởi co ro bên cùng nhau, với các con bê ở giữa đàn bò. Chúng sẽ đứng như thế này trong một cơn bão tuyết, ép quá gần nhau nên sự ngưng tụ từ hơi thở của chúng tăng lên trong không khí như một cột hơi nước. Những người du mục đã đôi khi cố gắng để đưa lên bò hoang Tây Tạng con như vật nuôi, nhưng họ chưa bao giờ hoàn toàn thành công. Bằng cách nào đó một khi chúng sống cùng với con người chúng dường như mất đi sức mạnh và quyền hạn của độ bền đáng kinh ngạc của chúng. Mối quan hệ xa xưa của chúng với con người do đó vẫn có các trò chơi và thợ săn, cho thịt của chúng rất ngon.

## Bảo tồn
Nhiều con bò Tây Tạng hoang dã bị người dân giết để lấy thịt do đó hiện nay chúng là loài dễ thương tổn. Hiện nay có nhóm những người ủng hộ công cuộc bảo vệ động vật hoang dã Mỹ và Trung Quốc từ Hiệp hội Bảo tồn Động vật hoang dã và trường Đại học Montana đã đếm được gần 1.000 con bò Tây Tạng hoang dã từ vùng núi xa xôi thuộc cao nguyên Tây Tạng – Thanh Hải. Phát hiện này có thể cho thấy sự trở lại của loài bò Tây Tạng, loài động vật đã bị mất đi nhiều phần bởi tình trạng săn bắn quá mức vào giữa thế kỷ 20.
Đã có hơn 990 con bò Tây Tạng ở một nơi đất đá ghồ ghề có tên gọi Hoh Xil – một khu bảo tồn thiên nhiên quốc gia, rộng gần bằng Tây Virginia nhưng không có sự hiện diện của con người. Vùng núi xa xôi này nằm trong cao nguyên Tây Tạng – Himalaya, quê hương của gần 17.000 dòng sông băng – khu vực có đôi lúc được gọi là "cực thứ ba" do điều kiện khí hậu giống Nam Cực.

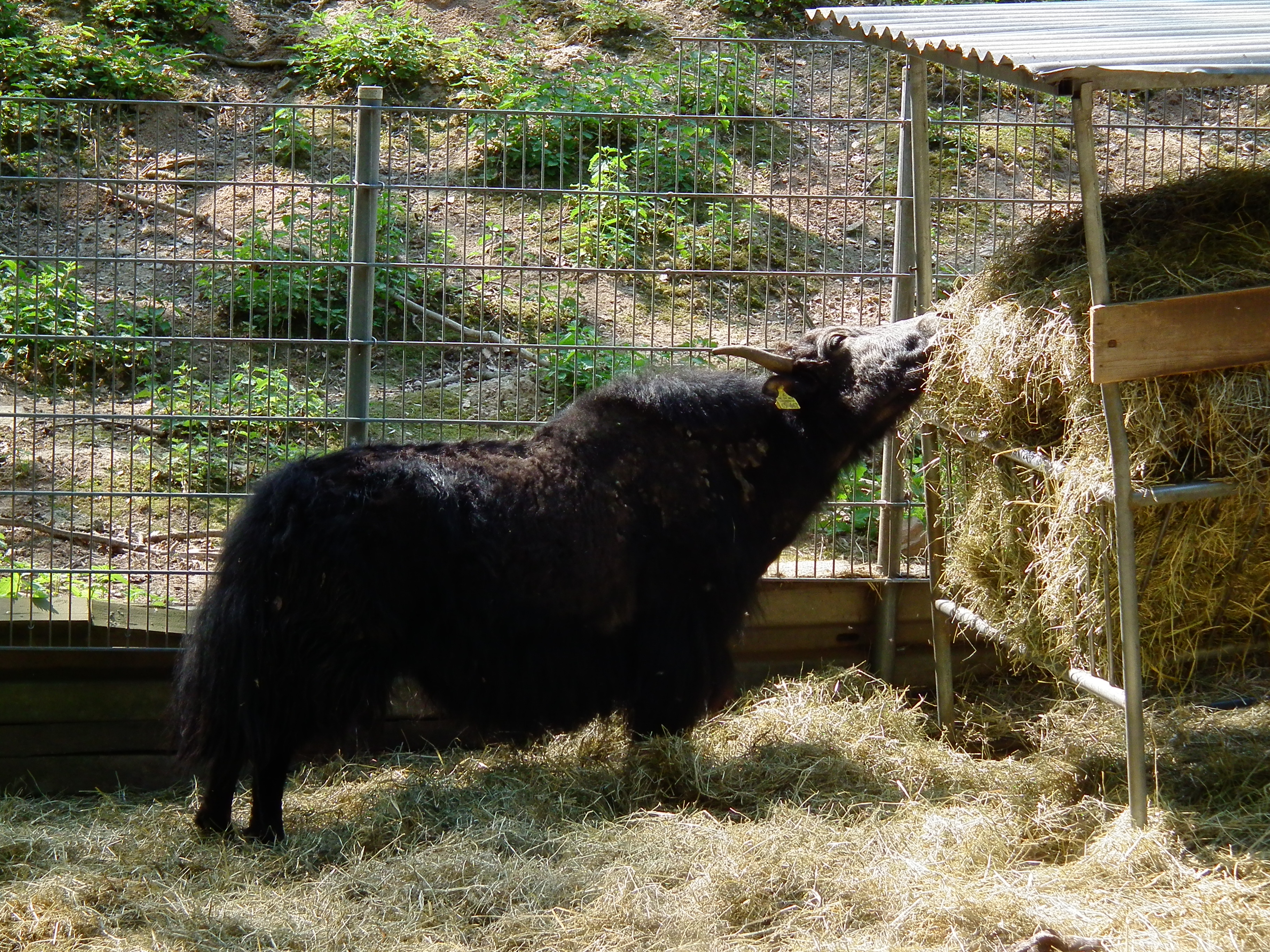
Một con bò hoang Tây Tạng đang ăn

Quần thể bò Tây Tạng hoang dã dọc cao nguyên Tây Tạng – Thanh Hải không rõ số lượng, mặc dù các nhà vận động công cuộc bảo tồn động vật hoang dã tin rằng chúng có thể đã tăng trở lại do những nỗ lực bảo tồn từ các công viên quốc gia Trung Quốc và chính quyền tỉnh. Gần đây, chính quyền tỉnh Thanh Hải đã đưa ra một vài chính sách liên quan đến việc bảo tồn và các dự án nhằm phát triển nền tảng vững chắc cho công cuộc bảo tồn động vật hoang dã và môi trường trong khu vực này.
Bò Tây Tạng hoang dã là biểu tượng của khu vực xa xôi, hoang sơ, có giá trị của thế giới, thống kê gần đây của gần 1.000 con bò Tây Tạng lóe lên tia hy vọng cho sự tồn tại của loài động vật to lớn của thế giới động vật hoang dã ở độ cao lớn. Bò Tây Tạng có mật độ lớn ở gần các dòng sông băng. Chưa đến 1% bò Tây Tạng được quan sát cho thấy sự thay đổi về màu sắc, một dấu hiệu tốt cho thấy sự lai giống với họ hàng bò Tây Tạng nội địa có màu sắc hơn không xảy ra thường xuyên ở đây so với những nơi có sự xuất hiện của con người trên cao nguyên Tây Tạng. Hiểu biết về mặt sinh thái của bò Tây Tạng hoang dã còn sơ sài, như là chúng sinh sản như thế nào, tỉ lệ bò chết non, và vai trò của chó sói có thể có trong sự gia tăng dân số.